# موتور بمب شهيدي بغدادي (أرزوئية)
موتور بمب شهیدي بغدادي (بالإنجليزية: Mowtowr Pamp-e Shahidi Aqubi)‏ هي منطقة سكنية تقع في إيران في كرمان.